# Мурсия (тайфа)
Тайфа Мурсия (исп. Taifa de Murcia) — средневековое мусульманское государство на востоке современной Испании, существовавшее в 1011—1266 годах. Столицей являлся город Мурсия.
История Мурсии делится на пять периодов, в которые она являлась независимым государством: с 1011 по 1014, 1045, с 1065 по 1078, с 1147 по 1178 и, наконец, с 1228 по 1266, когда она была поглощена Кастилией.

## История

### Основание
Территория будущей Мурсии была завоёвана арабами в 713 году. Сам город был основан в 825 году Абд ар-Рахманом II, и первоначально назывался Мединет Мурсия. При помощи реки Сегуры вокруг города была создана обширная ирригационная система. Ал-Идриси, побывавыший в Мурсии в XII веке, описывал её как густонаселённый и хорошо укрепленный город.

### Провозглашение независимости
Тайфа Мурсия выделилась из пришедшего в упадок Кордовского халифата в 1011 году.
В 1014—1038 годах Мурсия находилась под властью тайфы Альмерия, а в 1038—1065 — тайфы Валенсия.
В 1065—1078 годах Мурсия являлась независимой.
В 1078 году Мурсия была захвачена тайфой Севилья, и входила в её состав до 1091 года, когда вместе со всей остальной территорией Севильи была присоединена к государству Альморавидов.
В 1145—1147 годах снова входила в состав тайфы Валенсия.
В 1172—1228 годах Мурсия принадлежала государству Альмохадов.

### Мурсия после ухода Альмохадов
После ухода Альмохадов в Африку мусульманские владения в Испании вновь распались, и в 1228 году Мурсия стала независимой.
Вначале Мурсия была наиболее сильным осколком государства Альмохадов, и при Юсуфе ибн Худе она покорила почти всю мусульманскую Испанию. Но вскоре ибн Худ потерпел ряд поражений от христианских войск, а позднее был убит в результате заговора. Захвативший власть Ибн Мардениш растерял значительную часть завоеваний своего предшественника, а в 1241 году был изгнан сыном ибн Худа Мухаммадом. Последний в 1243 году был вынужден покориться Кастилии. Мурсия была вассалом до 1266 года, когда была упразднена Кастилией.

## Правители[1][2]
- Джейран (1011—1014)

1014—1038 под контролем тайфы Альмерия
1038—1065 под контролем тайфы Валенсия
- Абу Абд ар-Рахман Мухаммад (1065—1078)

1079—1091 под контролем тайфы Севилья
1091—1145 под контролем государства Альморавидов
- Абу Мухаммад Абд ар-Рахман (1145)
- Абд Аллах (1145)
- Ибн аби Джафар ал-Джусани (1145)
- Абу Абд ар-Рахман Мухаммад (1145)

1145—1147 под контролем тайфы Валенсия
- Мухаммад Король-Волк (1147—1172)

1172—1228 под контролем государства Альмохадов
- Ибн Худ (1228—1238)
- Абу Бакр Мухаммад (1238)
- Азиз Абд аль-Малик (1238—1239)
- Ибн Мардениш (1239—1241)
- Мухаммад ибн Мухаммад (1241-1259) (вассал Кастилии с 1243)
- Абу Джафар (1260—1263)
- Мухаммад II (1263—1264)
- Абу Бакр Мухаммад (1263—1266)

В 1266 году аннексирована Кастилией.